# Liste der Monuments historiques in Naintré
Die Liste der Monuments historiques in Naintré führt die Monuments historiques in der französischen Gemeinde Naintré auf.

## Liste der Bauwerke
| Bezeichnung                          | Beschreibung                              | Standort | Kennzeichnung | Schutzstatus | Datum | Bild           |
| ------------------------------------ | ----------------------------------------- | -------- | ------------- | ------------ | ----- | -------------- |
| Château de la Tour                   | Schloss, erbaut Ende des 14. Jahrhunderts | (Lage)   | PA00105561    | Inscrit      | 1973  |                |
| Reste eines gallo-römischen Theaters |                                           | (Lage)   | PA00105563    | Classé       | 1970  | weitere Bilder |
| Menhir Vieux-Poitiers                |                                           | (Lage)   | PA00105562    | Classé       | 1892  | weitere Bilder |
| Menhir-Polissoir von Souhé           |                                           | (Lage)   | PA00105793    | Classé       | 1989  | weitere Bilder |

## Liste der Objekte
- Monuments historiques (Objekte) in Naintré in der Base Palissy des französischen Kultusministeriums